# Modena Team
Modena Team a fost o echipă de Formula 1, care a concurat în Campionatul Mondial în sezonul 1991.

## Palmares în Formula 1
| Sezon | Piloți                            | Puncte | Loc clasament general |
| ----- | --------------------------------- | ------ | --------------------- |
| 1991  | Nicola Larini / Eric van de Poele | 0      | -                     |